# Предупредителен изстрел
Предупредителен изстрел е военен и/или полицейски термин, описващ преднамерен безвреден артилерийски изстрел или изстрел с огнестрелно оръжие с намерението да се накара враждебен нарушител или неприятелски сили да се подчинят. Той е признат за сигнализация, предназначена за сблъсъци по суша, море и въздух.
Като аналогия „предупредителния изстрел“ може да се нарече всяко действие, особено демонстрацията на сила, преднамерена или възприемана като последно предупреждение преди вземането на враждебни мерки.

## Употреба

### Морска
През 18 в. предупредителния изстрел (морския термин е изстрел покрай носа) може да бъде изстрелян към всеки кораб, чиито цветове (националност) трябва да бъдат установени. Според морското право така кораба, който е предупреден трябва да вдигне флага си и да потвърди това с изстрел. Предупредителните изстрели все още могат да се използват в днешно време, за да се сигнализира на съд да спре или да пази дистанция и могат да бъдат изстреляни от други кораби, лодки или самолети.

### Авиация
Предупредителните изстрели се използват още и в авиацията, за да се изиска някаква реакция от неотговарящ или предполагаемо вражески самолет. Най-общото искане е самолета, по който са изстреляни да промени курса си. Привидната обосновка за такива изстрели е, че трасиращите боеприпаси са много ярки и биха привлекли веднага вниманието на екипажа, чието радио е нефункциониращо или които може да не са забелязали радио трансмисиите. Целта на предупредителните изстрели е да се демонстрира способността да се стреля и да се заплаши екипажа на неотговарящ самолет, че ще бъде свален, ако не се подчини.

### Заплаха за стрелба
На земята предупредителния изстрел от пистолет, револвер или пушка се насочва към въздуха или към близък обект, или да мине близо до човека, който се предупреждава. Това е достатъчно агресивен акт, за да предизвика вниманието и да предупреди зяпачите, че могат да бъдат застреляни, ако не следват заповедите.
Предупредителните изстрели не са препоръчителни при наличието на цивилни, тъй като изстрела във въздуха или в друг обект може да удари неумишлено друга цел или да рикошира.